# Лян Сяомэй
Лян Сяомэй (кит. упр. 梁小梅, пиньинь Liang Xiaomei; род. 20 сентября 1997 года) — китайская тяжелоатлетка, выступающая в весовой категории до 81 кг. Двукратная чемпионка мира 2022 и 2023 годов, чемпионка Азии 2023 года.

## Карьера
На чемпионате мира 2022 года, который состоялся в Боготе, китайская спортсменка стала победительницей в категории до 81 кг с результатом 270 кг по сумме двух упражнений.
В 2023 году на чемпионате Азии в Южной Корее Лян стала чемпионкой в категории до 81 кг с результатом 275 кг.
В Саудовской Аравии, где состоялся Чемпионат мира по тяжёлой атлетике 2023 года, китайская спортсменка в категории до 81 кг завоевала золотую медаль чемпионата мира с результатом 281 кг по сумме двух упражнений. Малая золотая медаль и мировой рекорд в упражнении толчок (159 кг), а также малое серебро в рывке также достались ей.

## Спортивные результаты
| Год  | Соревнование   | Место проведения | Весовая категория | Рывок  | Толчок    | Сумма двоеборья | Место |
| 2022 | Чемпионат мира | Богота           | до 81 кг          | 118 кг | 152 кг    | 270 кг          | 1     |
| 2023 | Чемпионат Азии | Чинджу           | до 81 кг          | 120 кг | 155 кг    | 275 кг          | 1     |
| 2023 | Чемпионат мира | Эр-Рияд          | до 81 кг          | 122 кг | 159 кг WR | 281 кг          | 1     |